# Leucandra reniformis
Leucandra reniformis är en svampdjursart som beskrevs av Tanita 1943. Leucandra reniformis ingår i släktet Leucandra och familjen Grantiidae.
Artens utbredningsområde är havet utanför Chile. Inga underarter finns listade i Catalogue of Life.